# Jota Filipe
João Pedro Neves Filipe (Lisboa, 30 de março de 1999), também conhecido como Jota, é um futebolista português que atua como ponta-esquerda. Atualmente, joga pelo Celtic.

## Carreira
Nascido em Lisboa, começou a carreira no Ginásio de Corroios, mas rapidamente integrou as Escolas de Futebol Geração Benfica, antes sequer de ter idade para competir. Jota começou em 2007 no escalão de Benjamins, estando há 12 épocas ao serviço dos encarnados.
Com o Benfica, venceu o campeonato nacional de iniciados e apontou 22 golos em 33 jogos. 
A 18 de outubro de 2018, estreou-se pela primeira vez pela equipa principal do Benfica na vitória por 3-0 sobre o Sertanense, na terceira ronda da Taça de Portugal. A 1 de fevereiro de 2019, foi promovido à equipa principal do Benfica, junto de outros três jogadores da equipa B. Após a estreia na Primeira Liga na vitória por 4-0 sobre o Chaves, em 24 de fevereiro, estreou-se na Liga Europa a 14 de março, na vitória por 3-0 sobre o Dínamo de Zagreb, na segunda mão dos 16-avos de final.
O seu vínculo com o clube da Luz mantêm-se até 2024, com uma cláusula de rescisão de 88 milhões de euros. 

## Internacionalizações
Em 2016, venceu o Europeu de sub-17. Jota foi convocado posteriormente à seleção sub-19 de Portugal que venceu o Campeonato da Europa de 2018, derrotando a Itália por 4 a 3 na final após o prolongamento. Terminou a prova sagrando-se o melhor marcador, com 5 golos marcados, a par com Francisco Trincão.

## Títulos
Celtic
- Campeonato Escocês: 2021–22, 2022–23 e 2024–25
- Copa da Escócia: 2022–23
- Copa da Liga Escocesa: 2021–22 e 2022–23

Benfica
- Supertaça Cândido de Oliveira: 2019
- Primeira Liga: 2018–19
- Campeonato Nacional de Juniores: 2017–18
- Campeonato Nacional de Juvenis: 2016–17
- Campeonato Nacional de Iniciados: 2015–16

Portugal
- UEFA Campeonato da Europa de Sub-17: 2016
- UEFA Campeonato da Europa de Sub-19 : 2018

Individual
- Melhor marcador do Campeonato da Europa de Sub-19: 2018 (5 golos)
- UEFA Equipa do Campeonato da Europa de Sub-19: 2018
- Melhor Jogador Jovem do Ano da LigaPro : 2018–19